# James Clackson
James Clackson ist ein englischer Sprachwissenschaftler und Indogermanist.
Seit 2016 ist Clackson als Nachfolger von Geoffrey Horrocks Professor of Comparative Philology an der University of Cambridge. Er ist außerdem Fellow des Jesus College, Cambridge und Director of Studies in Classics (Altertumswissenschaften) ebendort sowie Herausgeber der Transactions of the Philological Society. Er war mit der jung verstorbenen Koptologin Sarah Clackson verheiratet.

## Schriften
- Clackson, James: The Linguistic Relationship between Armenian and Greek. Blackwell, Oxford 1995, ISBN 978-0-631-19197-1, S. 276 (englisch).
- Clackson, James und Olson, Birgit Anette (Hrsg.): Indo-European Word Formation: Proceedings of the Conference Held at the University of Copenhagen October 20th-22nd 2000: Proceedings from the International Conference. Museum Tusculanum Press, Kopenhagen 2004, ISBN 978-87-7289-821-6, S. 424 (englisch).
- Clackson, James und Horrocks, Geoff: The Blackwell History of the Latin Language. Wiley & Sons, Oxford 2007, ISBN 978-1-4051-6209-8, S. 336 (englisch).
- Clackson, James: Indo-European Linguistics: An Introduction. Cambridge University Press, Cambridge 2007, ISBN 978-0-521-65367-1, S. 288 (englisch).